# Slingsby T.41 Skylark 2
 (novembre 2019).
Si vous disposez d'ouvrages ou d'articles de référence ou si vous connaissez des sites web de qualité traitant du thème abordé ici, merci de compléter l'article en donnant les références utiles à sa vérifiabilité et en les liant à la section « Notes et références ».
Dimensions
Le Slingsby T.41 Skylark 2 est un planeur produit à partir de 1953 à Kirbymoorside dans le Yorkshire par Slingsby Sailplanes.

## Conception et développement
À la suite du succès technique du Skylark 1 T.37, le concept a été amélioré avec l’introduction du Skylark T.41. Les profils restent laminaires mais le profil en bout d'aile est remplacé par un NACA 4415 pour retarder le décrochage en bout d'aile. Le Skylark 2 a une forme très semblable à celle de son prédécesseur, mais son fuselage est arrondi sans facettes et des ailes de plus grande envergure et de plus grande surface. Les matériaux composites ont été utilisés pour le Skylark 2 notamment pour le nez, les bouts d’ailes et divers petits carénages en fibre de verre et résine polyester. L'épaisseur relative du profil d'aile a été augmentée afin de réduire la traînée sur une plage de vitesses plus étendue, permettant ainsi au Skylark 2 de monter plus rapidement dans les thermiques à basse vitesse et d'aller plus vite en transition.

## Histoire
Le prototype a volé la première fois en novembre 1953 et testé par le groupe de test n ° 1 de la British Gliding Association basé à Lasham Airfield. Les résultats des tests ont montré que le Skylark 2 était un avion sûr aux performances raisonnables. Des commandes de particuliers, de clubs et de syndicats ont été reçues mais le Skylark 2 a rapidement été surclassé lors de compétitions internationales.